# Северін Жанна Костянтинівна
Жанна Костянтинівна Северін (21 вересня 1938, Полтава, Українська РСР, СРСР — 31 липня 2013, Полтава, Україна) — українська акторка. Народна артистка України (2003).

## Біографія
Народилася у Полтаві. 1955 року закінчила середню школу і з наступного року почала працювати у Полтавському театрі ім. Миколи Гоголя. У головній ролі дебютувала 1964 року в драмі Миколи Зарудного «Марина» за поемою Тараса Шевченка, яку театр ставив до 150-річчя великого Кобзаря. За час роботи на полтавській сцені створила понад 80 яскравих сценічних образів, серед яких найулюбленішими були Мавра («У неділю рано зілля копала» В. Василька), Ліда («Платон Кречет» О. Корнійчука), Марія («Закон вічності» Н. Думбадзе), Памела («Дорога Памела» Дж. Патріка), Гордиля («Циганка Аза» М. Старицького) і Раневська з «Вишневого саду» А. Чехова.
У 1977 році закінчила факультет театрознавства Державного інституту театрального мистецтва УРСР ім. І. К. Карпенка-Карого. Значних успіхів актриса досягла як декламатор, була активною учасницею мистецьких заходів Полтавського відділу Спілки письменників України, незмінною ведучою обласних і міських урочистих концертів.
За багатогранну творчу, мистецьку, громадську діяльність була відзначена чисельними відзнаками і нагородами, в тому числі: у 1999 році їй присвоєно звання «Заслужений артист України», в 2003 р. — присвоєно звання «Народний артист України», в 2012 році нагороджена орденом княгині Ольги ІІІ ступеня.

## Театральні ролі
| Роль                | Вистава                                         |
| ------------------- | ----------------------------------------------- |
| Женя Комелькова     | «А зорі тут тихі...» Борис Васильєв             |
| Марися, Палажка     | «Мартин Боруля» Іван Карпенко-Карий             |
| Ася                 | «Голубі олені» Олексій Коломієць                |
| Ліда                | «Платон Кречет» Олександр Корнійчук             |
| Юнона               | «Енеїда» В. Котляр за Іваном Котляревським      |
| Наталі              | «Брехня» Володимир Винниченко                   |
| Шкандибиха          | «Лимерівна» за Панасом Мирним                   |
| Марія               | «Закон вічності» Нодар Думбадзе                 |
| Гордиля             | «Циганка Аза» Михайло Старицький                |
| Олена               | «Хочу вашого чоловіка» Михайло Задорнов         |
| Вона                | «Двоє і ніч» Віктор Мережко                     |
| Ельза               | «Гра королів» Павел Когоут                      |
| Памелла Кронкі      | «Дорога моя Памела» Джон Патрік                 |
| Раневська           | «Вишневий сад» Антон Чехов                      |
| Феночка             | «Шельменко-денщик» Григорій Квітка-Основ’яненко |
| Хвеська             | «Вій» Микола Гоголь                             |
| Секлита Пилипівна   | «За двома зайцями» Михайло Старицький           |
| Панасиха            | «Ніч перед Різдвом» Микола Гоголь               |
| Олена Володимирівна | «Різдвяні мрії старої діви» Надія Птушкіна      |